# Topologie finale
En mathématiques et plus précisément en topologie, la topologie finale, sur un ensemble d'arrivée commun à une famille d'applications définies chacune sur un espace topologique, est la topologie la plus fine pour laquelle toutes ces applications sont continues. La notion duale est celle de topologie initiale.

## Définition
Soient X un ensemble, (Yi)i∈I une famille d'espaces topologiques et pour chaque indice i ∈ I, une application fi : Yi → X.
La topologie finale sur X associée à la famille (fi)i∈I est la plus fine des topologies sur X pour lesquelles chaque fi est continue.
Autrement dit : une partie U de X est un ouvert de cette topologie si et seulement si pour tout i ∈ I, fi−1(U) est un ouvert de Yi. 

## Exemples
- Si la famille (Yi)i∈I est réduite à un seul espace Y, muni d'une relation d'équivalence ∼, la topologie quotient est la topologie finale associée à la surjection canonique de Y sur l'ensemble quotient X = Y/∼.
- La somme topologique d'une famille d'espaces est la topologie finale associée aux injections canoniques de ces espaces dans leur réunion disjointe.
- Plus généralement, la topologie cohérente sur un ensemble dont certaines parties sont munies de topologies est la topologie finale associée à ces données.
- La limite inductive d'un système inductif d'espaces topologiques est la limite inductive ensembliste, munie de la topologie finale déterminée par les applications canoniques.
- Dans le treillis des topologies sur un ensemble X, la borne inférieure d'une famille (τi)i∈I, c'est-à-dire l'intersection des topologies τi (vues comme ensembles d'ouverts), est la topologie finale associée aux fonctions idX : (X, τi) → X.
- L'espace étalé d'un faisceau est muni d'une topologie finale.

## Propriétés

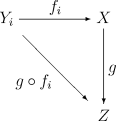
Propriété caractéristique de la topologie finale.

Une partie F de X est un fermé de cette topologie si et seulement si pour tout i ∈ I, fi−1(F) est un fermé de Yi.
Cette topologie finale peut être caractérisée par la propriété universelle suivante : une application g de X dans un espace Z est continue si et seulement si pour tout i ∈ I, g∘fi est continue.
Si les images des fi forment un recouvrement de X alors X, muni de la topologie finale, est canoniquement un quotient de la somme topologique ∐i∈IYi.

## Description en termes de catégories
Dans le langage de la théorie des catégories, la construction de la topologie finale peut être décrite comme suit. Soit Y un foncteur, d'une catégorie discrète I dans la catégorie des espaces topologiques Top, c'est-à-dire la donnée, pour chaque objet i de I, d'un espace topologique Yi. Soit Δ le foncteur diagonal (en) de Top dans la catégorie de foncteurs TopI (Δ envoie tout espace X sur le foncteur constant X). La  catégorie comma (en) (Y ↓ Δ) est alors la catégorie des cônes (en) sur Y, dont les objets sont les couples (X, f) où f est une famille d'applications continues fi : Yi → X. Si U désigne le foncteur d'oubli de Top dans Set et Δ' le foncteur diagonal de Set dans SetI, alors la catégorie comma (UY ↓ Δ') est la catégorie de tous les cônes sur UY. La construction de la topologie finale peut alors être décrite comme un foncteur de (UY ↓ Δ') dans (Y ↓ Δ), adjoint à gauche du foncteur d'oubli correspondant.